# Steel Ring

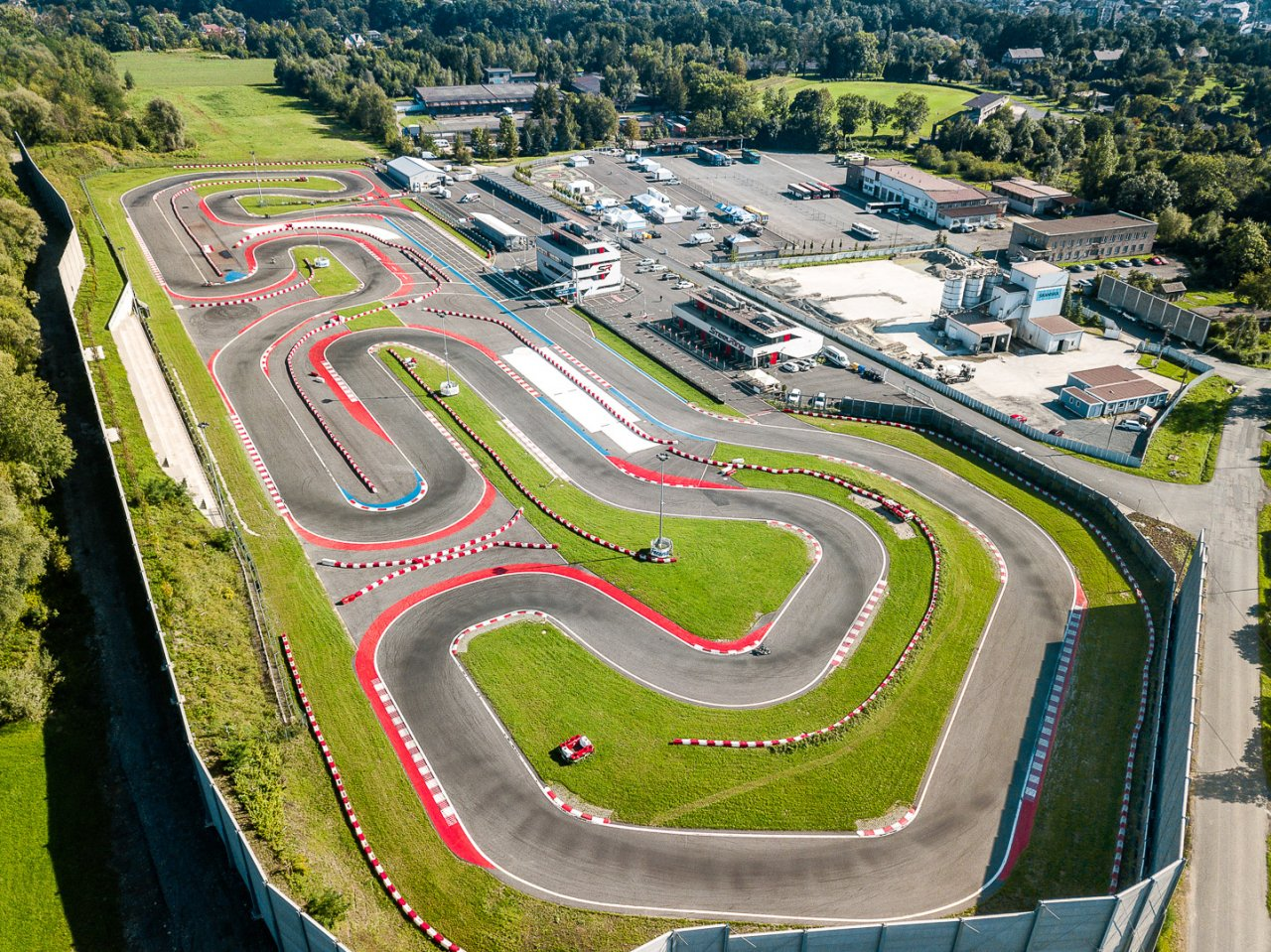
Pogląd na Steel Ring z lotu ptaka

Steel Ring – tor wyścigowy w Trzyńcu. Wybudowany i zasponsorowany przez hutę Trzyniecką – stąd nazwa „Steel Ring” (pol. Stalowy Ring). Otwarcie nastąpiło 5 sierpnia 2017 roku.

## Budowa
- była rozdzielona na kilka faz, żeby prace postępowały stabilnie i efektywnie
- cała budowa kosztowała ponad 200 000 000 CZK

### 1. Faza – początkowa
Rozpoczęła się wiosną 2016 roku. Ogarniała ona uprawę terenu i spłaszczenie wzniesienia. Uprawa terenu przebiegała także w bliskiej okolicy toru wyścigowego, przeznaczonego na zaplecze.

### 2. Faza – zaplecze
Ta faza trwała najdłużej ze wszystkich, była także najbardziej kosztowna. Podczas niej wybudowano restaurację, ośrodek szkolenia oraz garaże dla gokartów.

### 3. Faza – tor
Budowa trasy toru wyścigowego.

### 4. Faza – dobudowanie
Po ukończeniu prac budowlanych zostały zamontowane bariery dźwiękochłonne w celu spełnienia reguł przeciwhałasowych CIK-FIA. Maksymalny dopuszczalny poziom hałasu na torze wynosi 96 dB.

## Przeznaczenie

### Gokarty
Głównym przeznaczeniem toru są wyścigi gokartów w kategorii: Mini 60, Rotax Max Junior, Rotax Max i KZ2.
Jest także możliwość wypożyczenia gokartów CRG lub Honda z silnikami 390 ccm (do 95 km/h), 270 ccm (do 70 km/h) i 120 ccm (do 50 km/h).

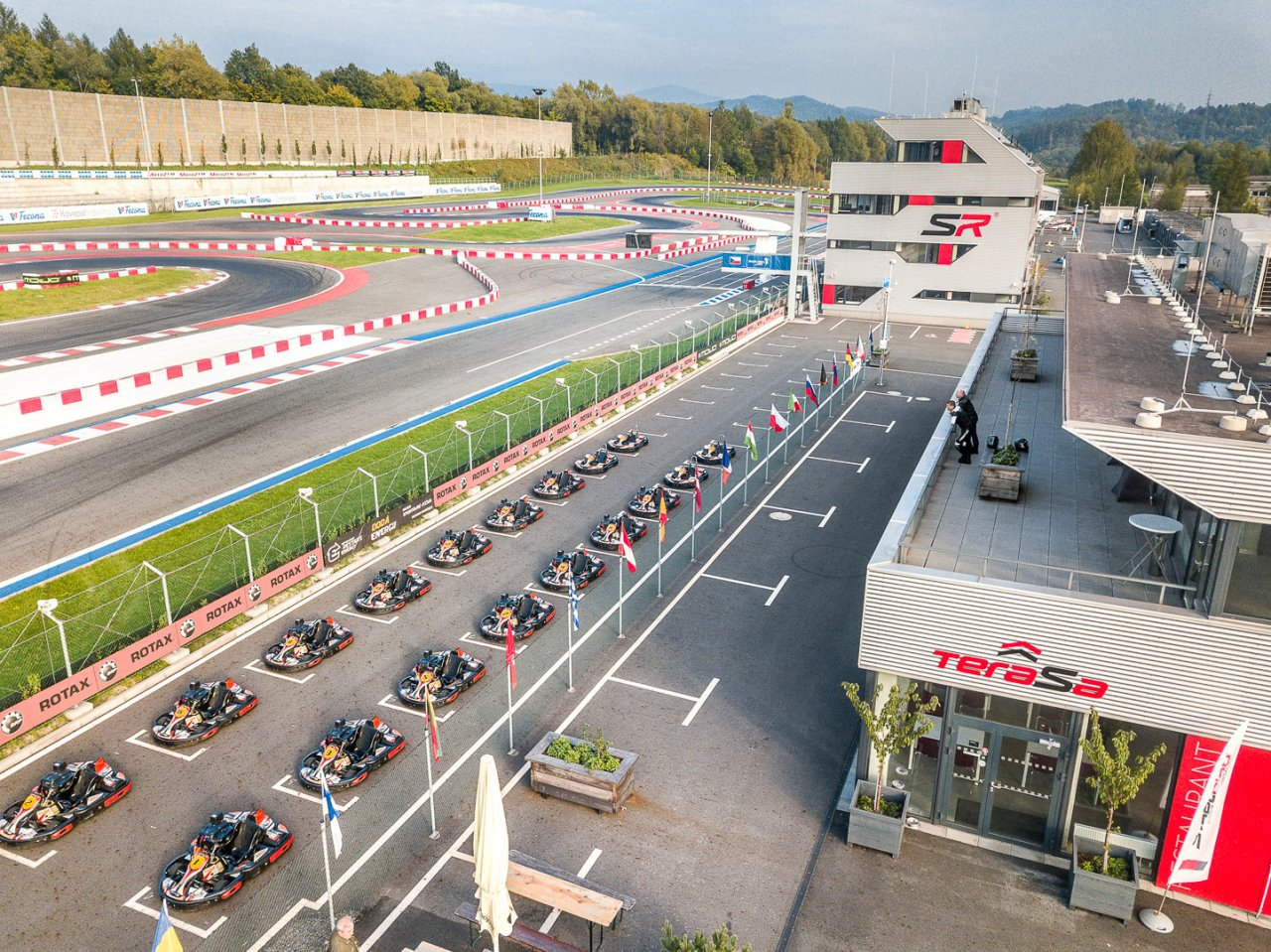
Pogląd na tor ze startu

### Motocykle
Po torze można jeździć własnym motorem, z instruktorem lub samodzielnie. Można także wypożyczyć motor BMW G310 R lub Kawasaki Ninja 300. Instruktor uczy szybkiej jazdy na zakrętach, odpowiedniego hamowania i przyśpieszania oraz wybierania odpowiedniej pozycji na każdym z zakrętów trasy.

## Zaplecze
Wybudowane jest duże zaplecze dla klientów i profesjonalnych zawodników.

### Racing Academy
Kurs dla wszystkich fanatyków sportu motorowego. Uczestnicy nauczą się sposobów efektywnego wyprzedzania, znaczenia różnych sygnałów flagami, oraz zachowania bezpieczeństwa na torach wyścigowych.

### Ring Restaurant
Na terenie toru wyścigowego znajduje się również restauracja, którą można wynająć.